# Weare Giffard
Weare Giffard is een civil parish in het bestuurlijke gebied Torridge, in het Engelse graafschap Devon. In 2001 telde het civil parish 354 inwoners.

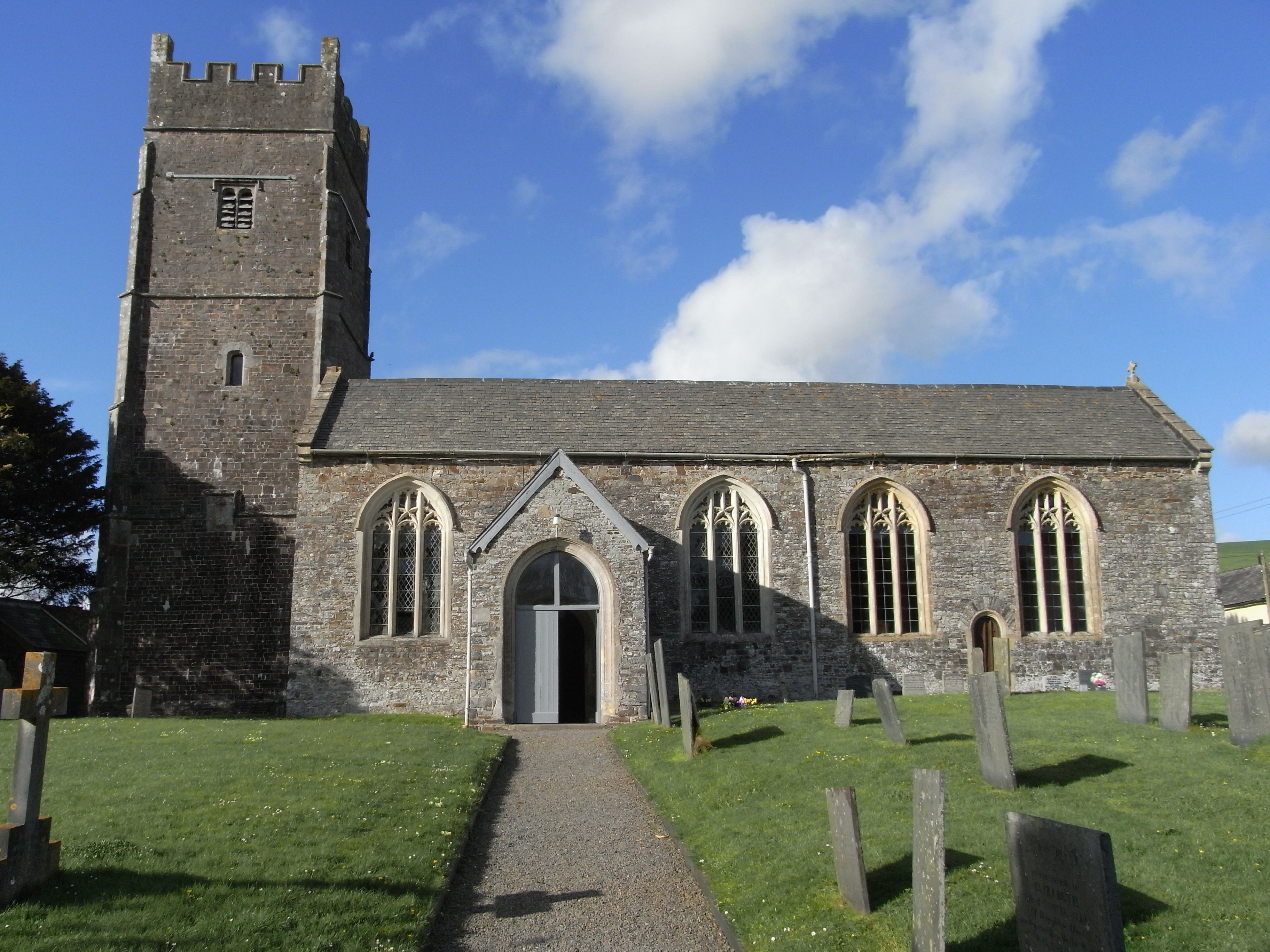
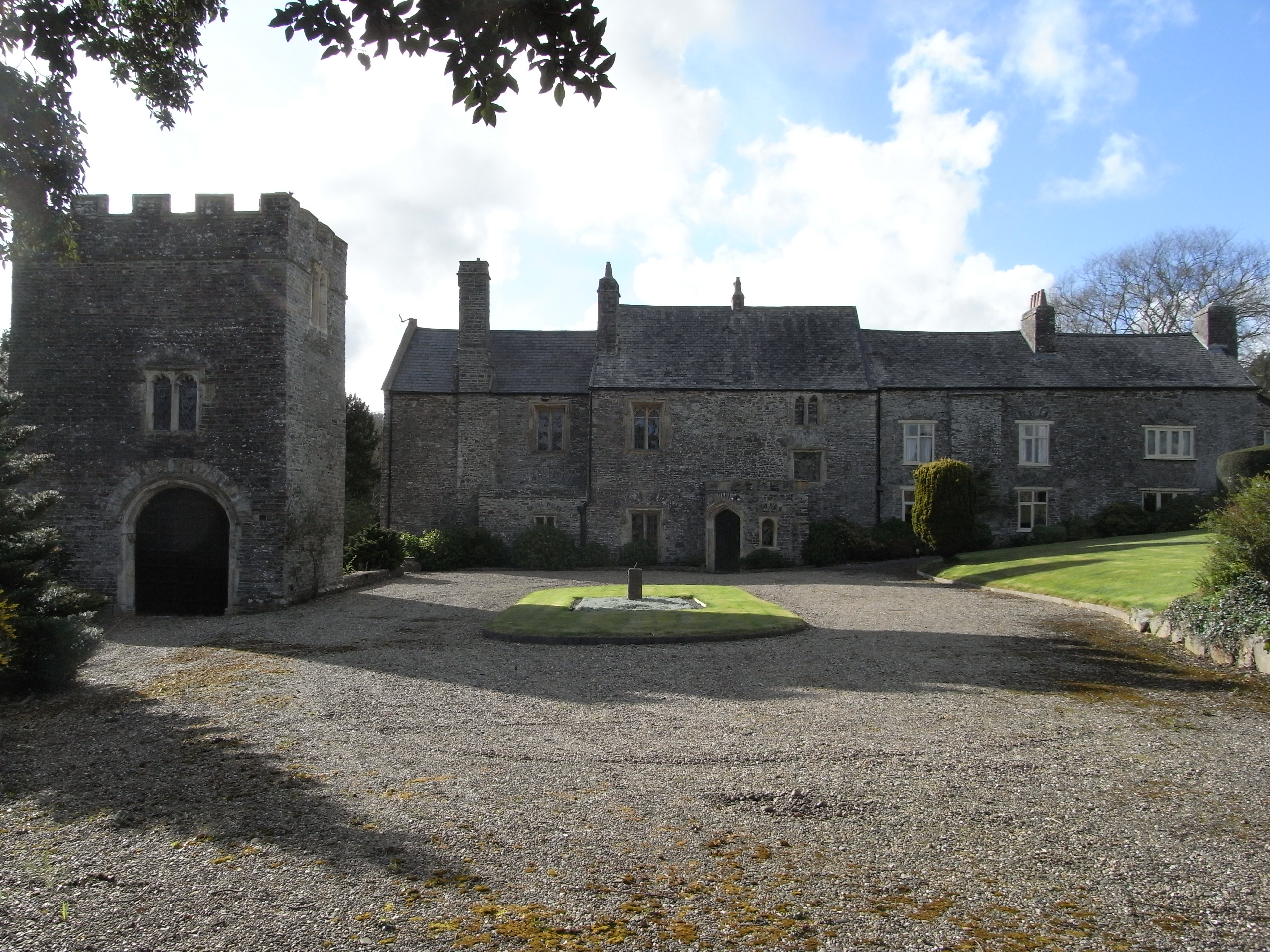